# Piramida lui Cestius
Piramida lui Cestius (italiană Piramide di Caio Cestio sau Piramide Cestia) e o piramidă antică din Roma (Italia), în apropiere de Porta San Paolo. A fost construită ca mormânt pentru Cestius Gallus, un senator și general roman activ în timpul Principatului. Se află între două drumuri antice, Via Ostiensis și un alt drum care se întindea spre vest spre Tibru, de-a lungul traseului aproximativ a modernei Via Marmorata. Datorită încorporării sale în fortificațiile orașului, este astăzi una dintre cele mai bine conservate clădiri antice din Roma.

## Caracteristici fizice

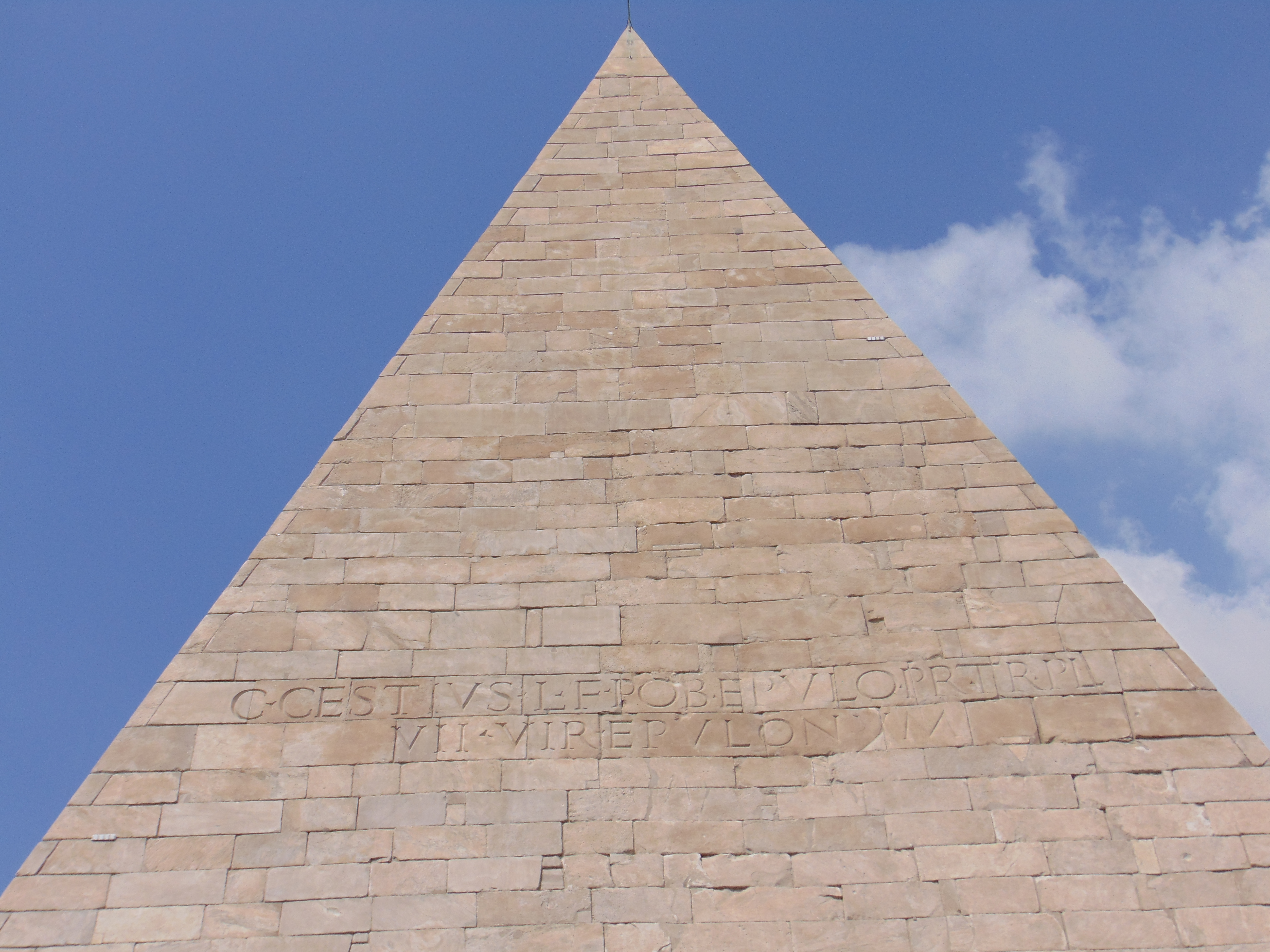
Detaliu al piramidei

Piramida a fost construită în aproximativ 18-12 î.Hr. ca un mormânt pentru Cestius Gallus, un magistrat roman. Este din beton cu față de cărămidă acoperită cu dale de marmură albă pe o fundație de travertin. Piramida are baza de 29,6 m2 și are înălțimea de 37 m.

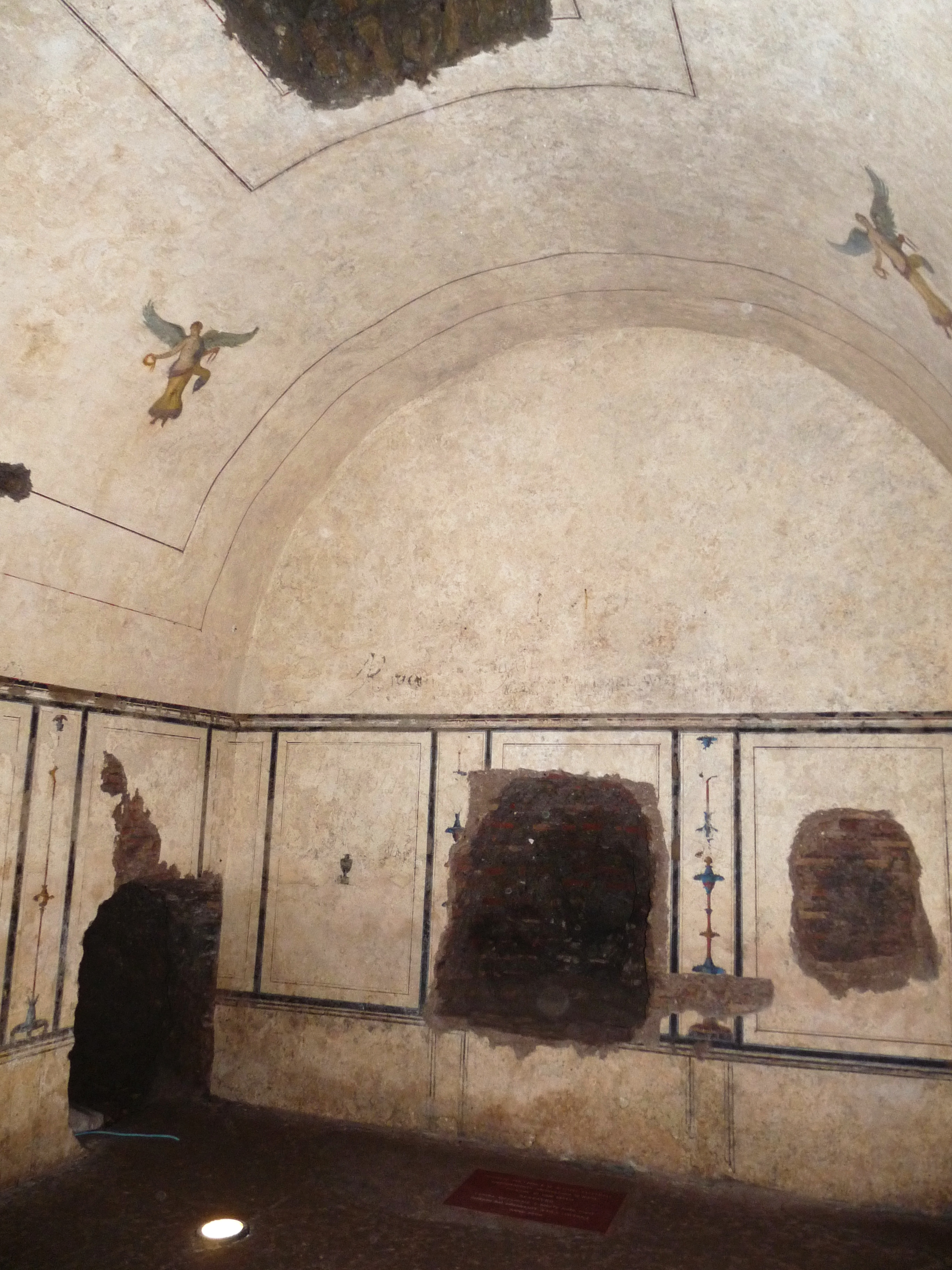
Cameră din interior

În interior se află camera de înmormântare, o simplă cavitate dreptunghiulară cu boltă, care măsoară 5,95 metri lungime, 4,10 m lățime și 4,80 m înălțime. Când a fost deschisă în 1660, s-a descoperit că încăperea e decorată cu fresce, care au fost consemnate de Pietro Santo Bartoli. Doar urme slabe ale frescelor supraviețuiesc și nici urmă de vreun alt fel de conținut. Mormântul fusese sigilat când a fost construit, fără intrare exterioară, dar fusese prădat la un moment dat după aceea, probabil în antichitate. Până la sfârșitul lucrărilor de restaurare din 2015, vizitatorii nu puteau să intre, decât cu permisiunea specială acordată de obicei numai oamenilor de știință. De la începutul lui mai 2015, piramida este deschisă publicului în fiecare a treia și a patra sâmbătă a fiecărei luni. Vizitatorii trebuie să-și aranjeze vizita în avans.

## Inscripții
O inscripție dedicată e sculptată în flancurile est și vest ale piramidei, astfel încât să fie vizibilă din ambele părți.  Scrie:
„C · CESTIVS · L · F · POB · EPVLO · PR · TR · PL

VII · VIR · EPVLONVM”—Gaius Cestius, fiul lui Lucius, din Pobilia [tribul votant], membru al Colegiului Epulones, pretor, tribuna plebeienilor, septemvir al epulonilor

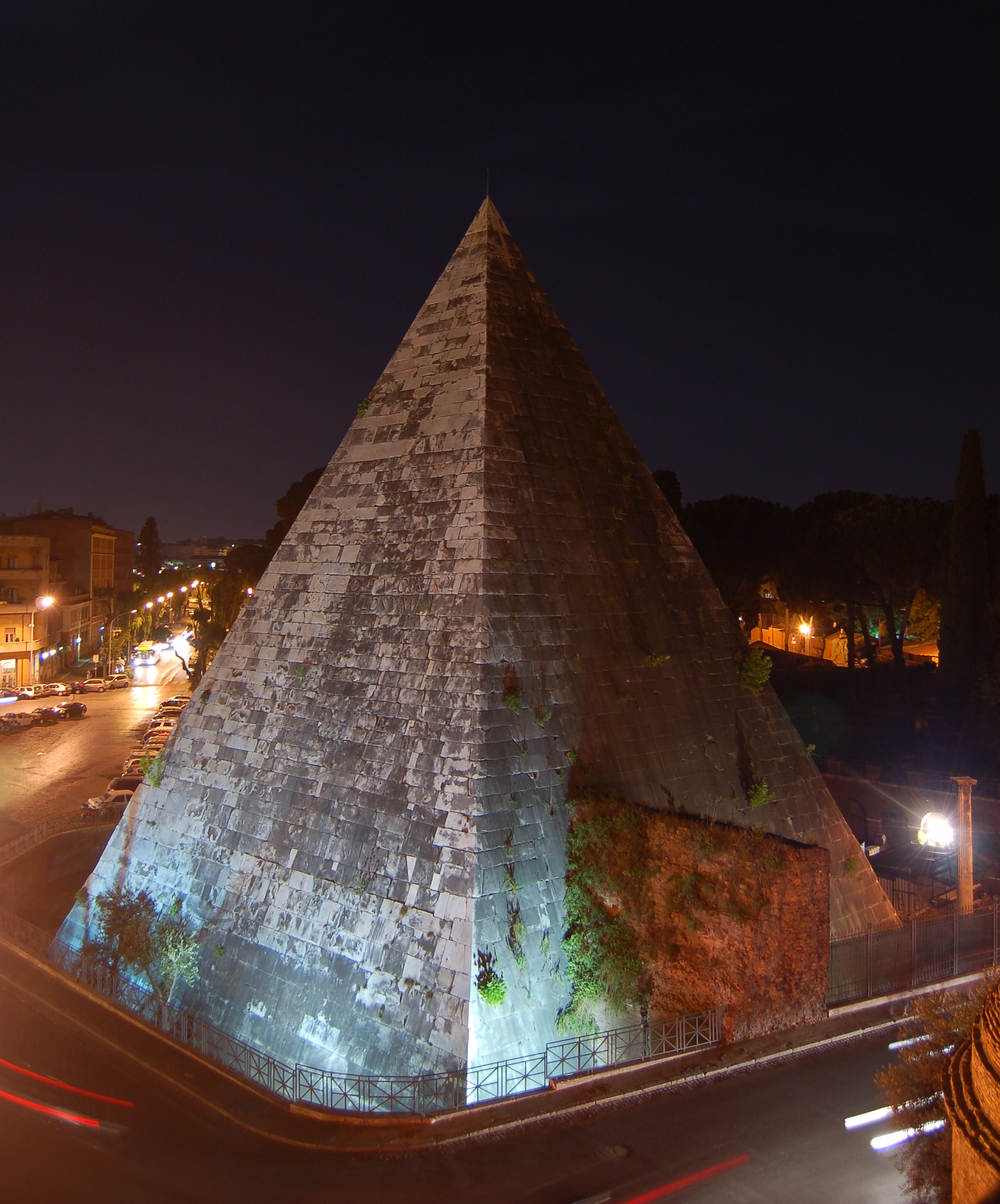
Vedere nocturnă din Porta San Paolo

Sub inscripția din partea orientată spre est se află o a doua inscripție care consemnează circumstanțele construcției mormântului. Aceasta arată:
„OPVS · APSOLVTVM · EX · TESTAMENTO · DIEBVS · CCCXXX
ARBITRATV
PONTI · P · F · CLA · MELAE · HEREDIS · ET · POTHI · L”—Lucrarea a fost finalizată, în conformitate cu testamentul, în 330 de zile, prin decizia moștenitorului [Lucius] Pontus Mela, fiul lui Publius al Claudiei și al lui Pothus, liberist
O altă inscripție de pe fața estică este de origine modernă, fiind sculptată la ordinul papei Alexandru al VII-lea în 1663. Citind „INSTAVRATVM · AN · DOMINI · MDCLXIII”, comemorează lucrările de excavare și restaurare efectuate în și în jurul mormântului între 1660 și 1662.
La momentul construirii sale, Piramida lui Cestius ar fi stat în mediul rural deschis (mormintele fiind interzise în zidurile orașului). Roma a crescut enorm în perioada imperială și, până în secolul al III-lea d.Hr., piramida ar fi fost înconjurată de clădiri. Inițial se afla într-o incintă cu ziduri joase, flancată de statui, coloane și alte morminte. Două baze de marmură au fost găsite lângă piramidă în timpul săpăturilor din anii 1660, completate cu fragmente din statuile de bronz care inițial stătuseră pe vârfurile lor. Bazele purtau o inscripție înregistrată de Bartoli într-o gravură din 1697:
„M · VALERIVS · MESSALLA · CORVINVS ·
P · RVTILIVS · LVPVS · L · IVNIVS · SILANVS ·
L · PONTIVS · MELA · D · MARIVS ·
NIGER · HEREDES · C · CESTI · ET ·
L · CESTIVS · QVAE · EX · PARTE · AD ·
EVM · FRATRIS · HEREDITAS ·
M · AGRIPPAE · MVNERE · PER ·
VENIT · EX · EA · PECVNIA · QVAM ·
PRO · SVIS · PARTIBVS · RECEPER ·
EX · VENDITIONE · ATTALICOR ·
QVAE · EIS · PER · EDICTVM ·
AEDILIS · IN · SEPVLCRVM ·
C · CESTI · EX · TESTAMENTO ·
EIVS · INFERRE · NON · LICVIT ·
”

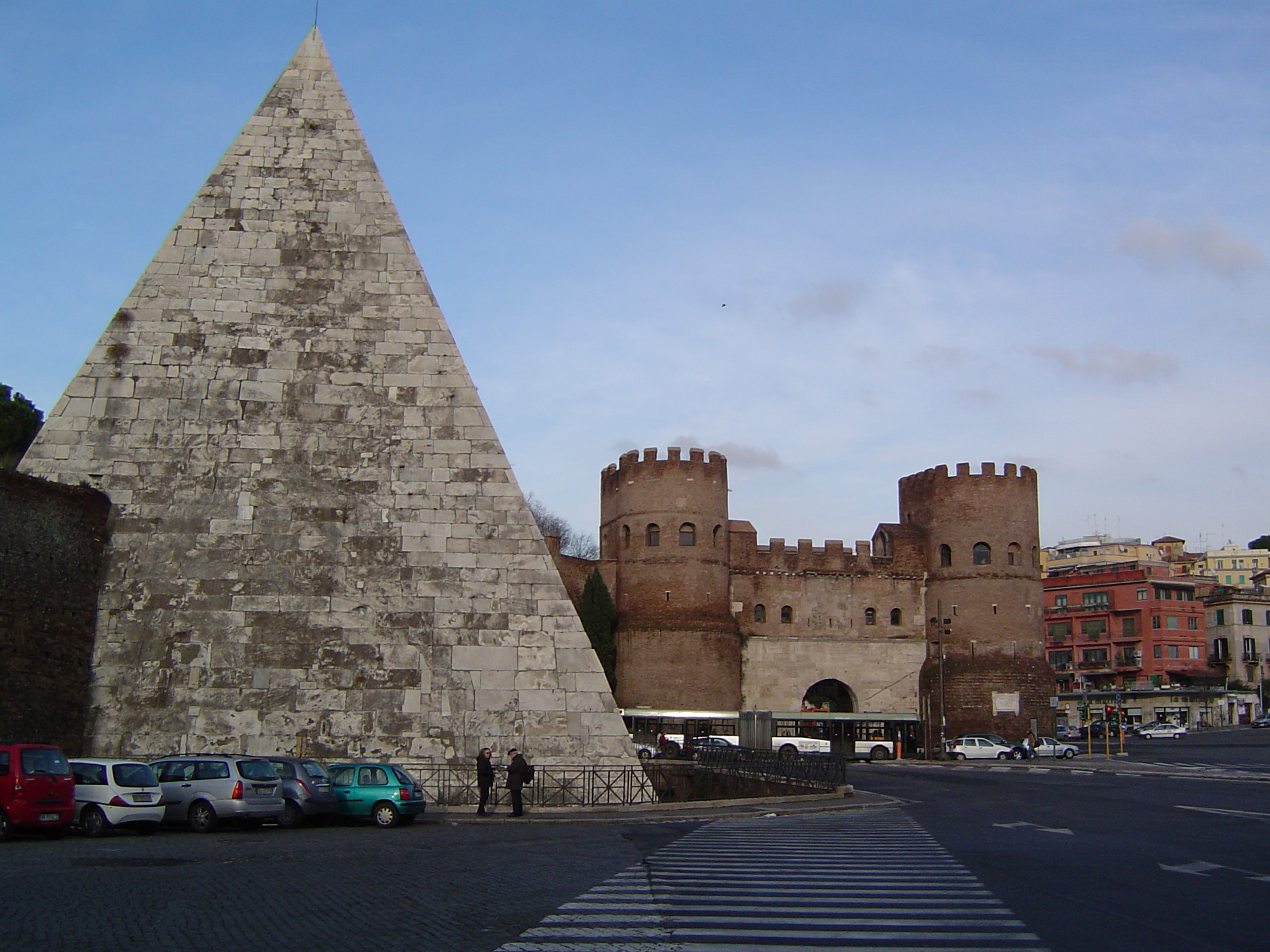
Piramida a fost încororată în Zidurile Aureliene, și e aproape de Porta San Paolo (în dreapta)

Inscripția asta identifică moștenitorii lui Cestius drept Marcus Valerius Messala Corvinus, un celebru general; Publius Rutilius Lupus, un orator al cărui tată cu același nume fusese consul în 90 î.Hr.; și Lucius Junius Silanus, membru al distinsei familii Junia. Moștenitorii au stabilit statuile și bazele folosind bani strânși din vânzarea de pânze valoroase (attalici). Cestius afirmase în testamentul său că pânzele trebuiau depuse în mormânt, dar practica asta fusese interzisă de un edict recent trecut de edili.

## Istorie

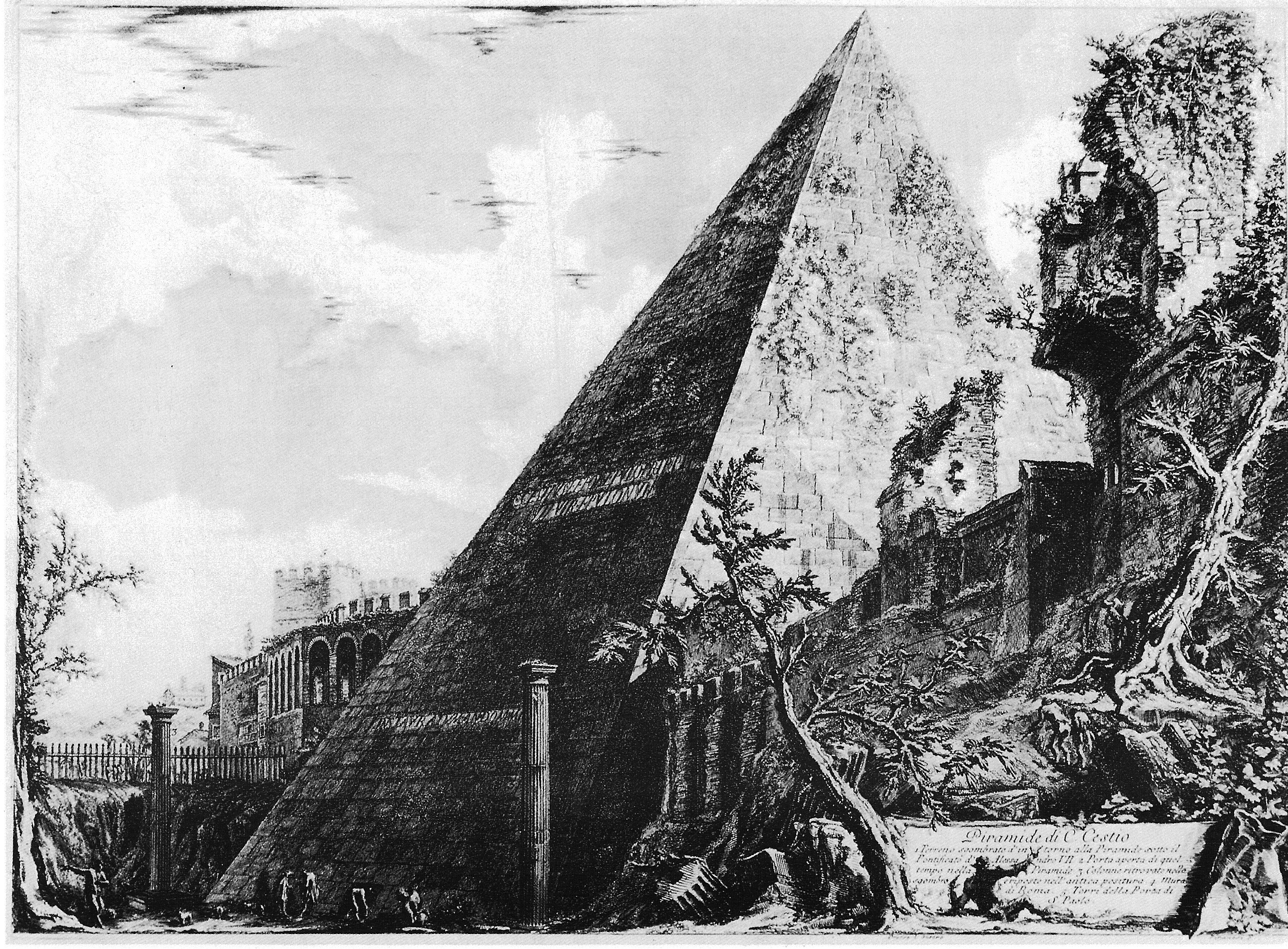
Piramida lui Cestius, de Giovanni Battista Piranesi (secolul al XVIII-lea)

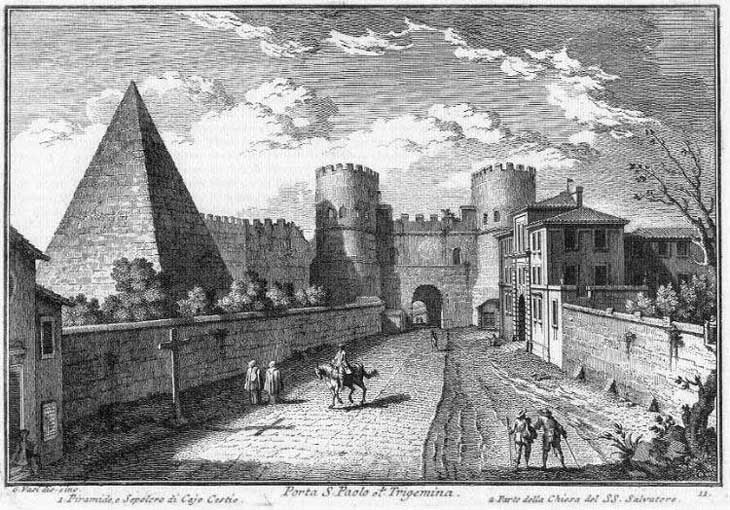
Piramida lui Cestius și împrejurimi, de Giuseppe Vasi (secolul al XVIII-lea)

Piramida a fost construită pentru Gaius Cestius Epulo, fiul lui Lucius, din tribul Pobilia. Inscripția de pe ea menționează că Cestius era un pretor, și un septemvir al Epulonilor. Mormântul a fost finalizat în 330 de zile și a fost unul dintre cele două morminte în formă de piramidă din orașul Roma.
Forma ascuțită a piramidei amintește puternic de piramidele din Nubia, în special de cele ale regatului Meroë, care fusese atacat de Roma în 23 î.Hr.. Asemănarea sugerează că Cestius a servit în acea campanie și, probabil, a intenționat ca piramida să fie o comemorare. Piramida sa nu a fost singura din Roma; una mai mare - „Piramida lui Romulus” - într-o formă asemănătoare, dar cu origini necunoscute, a stat între Dealul Vaticanului și Mausoleul lui Hadrian, dar a fost demontată în secolul al XVI-lea de papa Alexandru al VI-lea, iar marmura a fost folosită pentru treptele Bazilicii Sf. Petru.

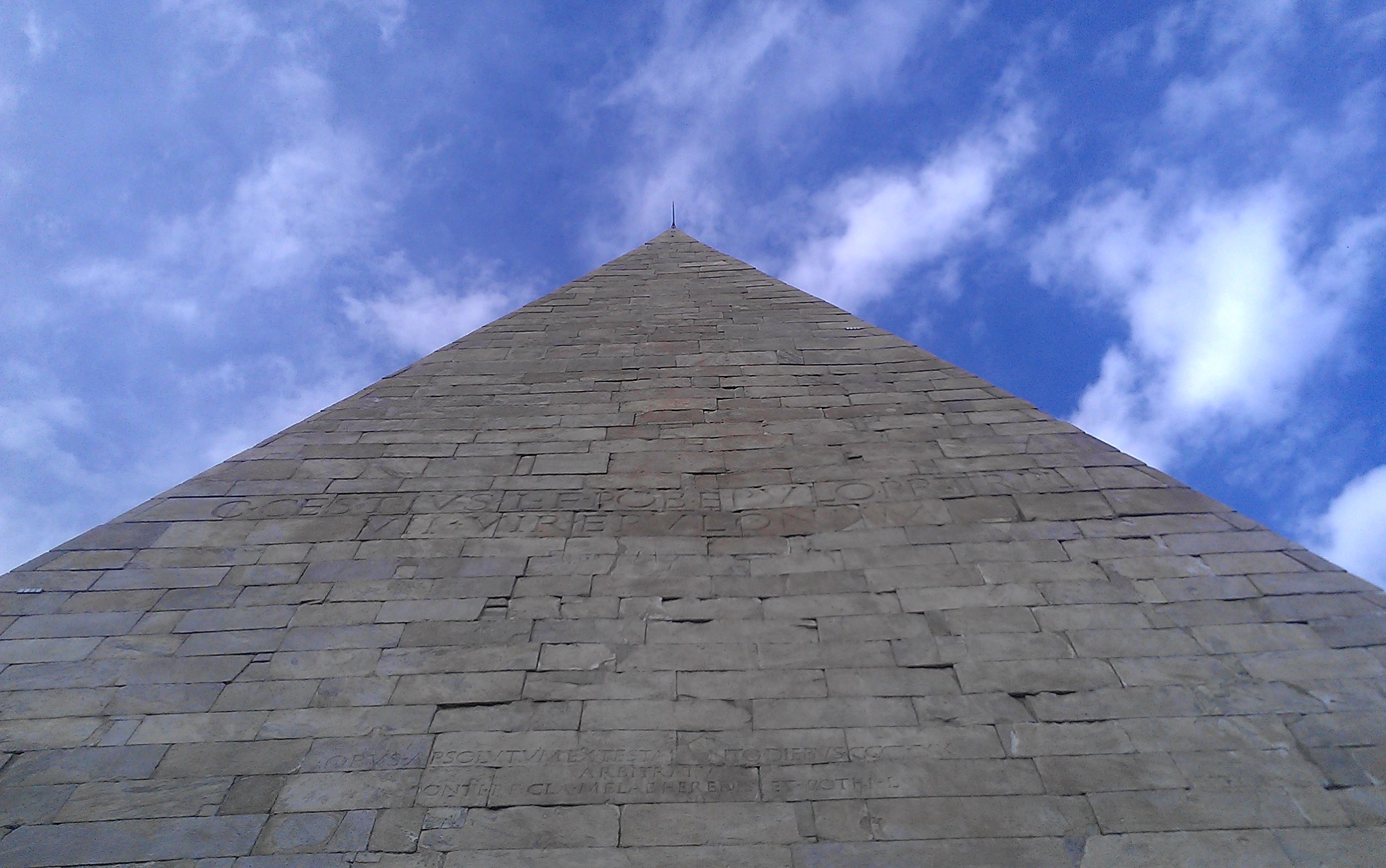
Detaliu al vârfului piramidei

Unii scriitori s-au pus la îndoială dacă piramidele romane au fost modelate după piramidele egiptene mult mai puțin abrupte exemplificate de celebrele piramide din Giza. Cu toate astea, piramidele relativ superficiale de tip Giza nu au fost folosite exclusiv de egipteni; piramidele mai abrupte de tip nubian au fost favorizate de Dinastia Ptolemeică din Egipt, care fusese încheiată de cucerirea romană din 30 î.Hr.. Piramida a fost, în orice caz, construită într-o perioadă în care Roma trecea printr-o pasiune pentru toate lucrurile egiptene. Circus Maximus a fost decorat de Augustus cu un obelisc egiptean, iar piramide au fost construite în altă parte a Imperiului Roman în jurul acestei perioade; Piramida Falicon de lângă Nisa, în Franța, a fost suspectată de unii ca fiind construită de legionarii romani care continuau un cult egiptean, dar cercetări mai recente au indicat că a fost construită de fapt între 1803 și 1812.

## Legături externe
- Sepulchrum Caii Cestii în Topographical Dictionary of Ancient Rome al lui Platner
- Description in the site of the "Soprintendenza Speciale per il Colosseo, il MNR e l'Area archeologica di Roma"